# Fernando Namora
Fernando Gonçalves Namora (ur. 15 kwietnia 1919 w Condeixa-a-Nova, zm. 31 stycznia 1989 w Lizbonie) – portugalski lekarz, prozaik i poeta, jeden z najczęściej tłumaczonych autorów portugalskich. Autor tomików poetyckich, opowiadań, powieści, kronik i biografii. 

## Twórczość
Początkowo związany był z portugalskim neorealizmem (zbiór Relevos i powieść As sete partidas do mundo). Jego tom poetycki pt. Terra zainaugurował w 1941 serię wydawniczą Novo Cancioneiro (Nowy Kancjonarz), w ramach której publikowano neorealistyczną poezję portugalską. W 1943, jako pierwszy tom serii Novos Prosadores, publikującej neorealistyczną prozę, ukazała się powieść Namory pt. Fogo na noite escura, opowiadająca o życiu różnych grup społecznych w Coimbrze. Neorealizm porzucił w latach 50. i od tego momentu publikował utwory o tematyce moralnej i psychologicznej, opowiadające o życiu ludzi prostych i postulujące powrót do odrzuconych wartości moralnych. W 1952 i 1963 opublikował zbiór biografii wybitnych lekarzy pt. Deuses e demónios de medicina. Opublikował też relację z pobytu w Stanach Zjednoczonych, pt. Cavalgada cinzenta.

## Wybrane publikacje

### Poezja
- Wypukłości (Relevos, 1938)
- Morze Sargasowe (Mar de Sargaços, 1940)
- Ziemia (Terra, 1941)

### Proza
- Siedem podróży po świecie (As sete partidas do mundo, 1938) – powieść
- Ogień w ciemności nocy (Fogo na noite escura, 1943) – powieść
- Przytułek dla bezdomnych (Casa da malta, 1945)
- Bogowie i demony medycyny (Deuses e demónios de medicina, 1952, 1963) – zbiór biografii
- Skrawki życia lekarza (Retalhos da vida de um Médico, 1949, 1963)
- Pszenica i kąkol (O trigo e o joio, 1954)
- Człowiek w masce (O homem disfarçado, 1957) – powieść
- Samotne miasto (Cidade solitária, 1959) – zbiór opowiadań
- W niedzielę po południu (Domingo à tarde, 1961)
- Ci w ukryciu (Os clandestinos, 1972)
- Kamienny statek (A nave de pedra, 1975) – kroniki-narracje
- Szara kawalkada (Cavalgada cinzenta, 1977) – kroniki-narracje
- Odpowiedź dla Matyldy (Resposta a Matilde, 1980) – zbiór opowiadań
- Smutna rzeka (O rio triste, 1981) – powieść